# Grijze eminentie

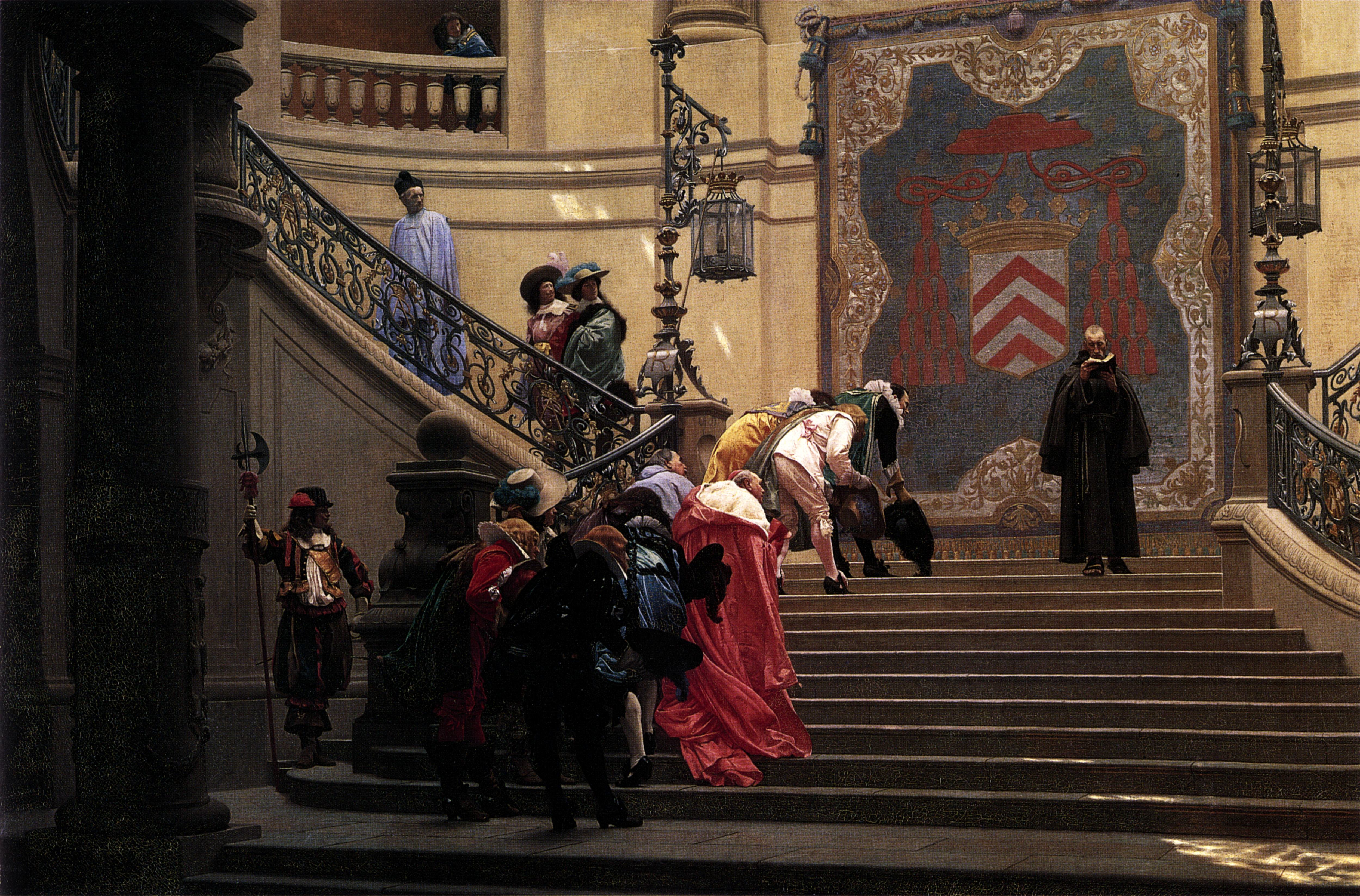
L'Eminence grise, olieverfschilderij van François Leclerc du Tremblay met op de achtergrond het wapen van de kardinaal, geschilderd door Jean-Léon Gérôme.

Een grijze eminentie of éminence grise is een machthebber die niet op de voorgrond treedt. Hij werkt indirect, bijvoorbeeld via stromannen of door invloedrijke figuren te manipuleren. 
De term is afkomstig uit de tijd van Kardinaal de Richelieu. Verwijzend naar zijn rode cappa magna luidde Richelieu's bijnaam l'éminence rouge ('de rode eminentie'). De kapucijn François Leclerc du Tremblay (1577-1638), ook bekend als Père Joseph, was de biechtvader en vertrouweling van Richelieu. Zijn politieke invloed was daardoor groot maar voor niet-ingewijden onzichtbaar. Vanwege zijn grijze monnikspij werd Père Joseph aangeduid als l'éminence grise ('de grijze eminentie'). Daarbij komt de extra symboliek van grijs als een kleur die voor onopvallendheid staat.
Premiers worden meestal niet als éminence grise gezien, ook niet als ze officieel verantwoording schuldig zijn aan een monarch of president. De reden is dat de functie van premier al een zodanige concentratie van macht behelst dat er van "op de achtergrond regeren" al geen sprake meer kan zijn.
Er kunnen verschillende redenen zijn waarom iemand zijn macht vanuit de achtergrond uitoefent. De "officiële" machthebber (bijvoorbeeld een koning) is meestal populairder en geniet het vertrouwen van de bevolking. Ook kan het zo zijn dat deze niet op legale wijze van zijn macht kan worden ontdaan. Ook zal iemand die officieel naar voren treedt als machthebber ook de eerste zijn die de schuld krijgt van misstanden. Een éminence grise hoeft in zo'n geval slechts de machthebber te laten vallen en een andere aan te laten stellen, mits zijn indirecte macht althans ver genoeg reikt om hier invloed op te hebben.
Het is mogelijk dat een éminence grise uit de coulissen stapt en ook de officiële macht opeist. Meestal zijn er in dat geval geen serieuze concurrenten meer over, of voelt de éminence grise zich dermate gesteund dat hij deze stap aandurft. IJdelheid kan hier natuurlijk ook een motief zijn. Een voorbeeld van een éminence grise die tot daadwerkelijk zichtbare machthebber werd is de Sovjetleider Jozef Stalin. In de jaren '20 van de twintigste eeuw transformeerde hij van een machtig man op de achtergrond tot de onbetwiste leider van de Sovjet-Unie.

## Evolutie
Later evolueerde de term - althans in het Nederlands taalgebied - naar een minder pejoratieve betekenis. Het "grijs" staat dan voor grijs haar en/of voor grijze hersencellen. Een grijze eminentie is dan iemand die niet meer actief is in het bestuur of in de politiek, maar wiens mening gerespecteerd wordt vanwege de lange ervaring en deskundigheid, en aldus toch nog (ongezien) invloed uitoefent. De grijze eminentie wordt dan bijvoorbeeld geraadpleegd om discreet te bemiddelen tussen twee strekkingen binnen een partij of bestuur. Zo werd bijvoorbeeld Leo Tindemans, na zijn vertrek uit de actieve politiek, als een éminence grise gezien.